# 琵琶湖疏水記念館
琵琶湖疏水記念館（びわこそすいきねんかん）は京都府京都市の左京区にある記念館。1989年（平成元年）8月9日開館。琵琶湖と京都を結ぶ運河琵琶湖疏水の完成100周年を記念して京都市が開設した。
開設20周年にあたる2009年には一時休館しリニューアルが行なわれた。所蔵資料は琵琶湖疏水とともに2007年11月に近代化産業遺産に認定されている。

## 施設概要
- 地階 - 第2展示室（琵琶湖疏水が果たした役割）、第3展示室（京都市三大事業の実施、京都市水道事業の展開）
- 1階 - 第1展示室（琵琶湖疏水の計画と建設）
- 2階 - 2階廊下西側展示（琵琶湖疏水の現在）、2階廊下東側展示（記念碑・扁額）、AVホール、図書閲覧室、資料閲覧室、資料収蔵庫
- 屋外 - ペルトン式水車、スタンレー式発電機

## 交通アクセス
- 京都市営地下鉄東西線 蹴上駅下車徒歩7分
- 京都市営バス5号系統「岡崎法勝寺町」下車徒歩4分。
- 京都市営バス「京都岡崎・都心循環バス（京都岡崎ループ）」「南禅寺・疏水記念館・動物園東門前」下車すぐ（2015年9月19日から運転・2022年3月19日から休止[3]）。